# 医療研修推進財団
公益財団法人医療研修推進財団（いりょうけんしゅうすいしんざいだん）は、日本の公益財団法人。主な事業として、医療従事者等を対象とした研修の推進や研修医マッチング等がある。
以前は厚生労働省所管であったが、公益法人制度改革に伴い2012年4月1日に内閣府所管の公益財団法人へ移行した。

## 事業
- 研修医マッチングを主として、以下のような事業を行っている。 
  - 医師、診療放射線技師、視能訓練士、理学療法士、作業療法士等の医療職種従事者ならびに養成施設の指導者を対象とした研修会
  - 日本における全国規模での研修医マッチングの実施
  - 研修医マッチングシステムならびに関連するシステムの開発
  - 研修医マッチングならびに新臨床研修制度の普及推進に関する講演、講習会
  - 研修医マッチングにおける各種集計、調査
  - 臨床研修病院ガイドブック（WEB版）の発行、システム開発・運用
  - 臨床研修病院ガイドブック（ＣＤ版）、死亡診断書（死体検案書）記入マニュアル等の出版
  - 言語聴覚士国家試験、免許登録に関する事務